# Radiologie interventionnelle
La radiologie interventionnelle est une spécialité de la radiologie. Elle désigne l'ensemble des actes médicaux réalisés par des radiologues et sous contrôle radiologique, permettant le traitement ou le diagnostic invasif (examen invasif) de nombreuses pathologies. Le principe de la radiologie interventionnelle est donc d’accéder à une lésion située à l’intérieur de l’organisme pour effectuer un acte diagnostique (prélèvement par exemple) ou thérapeutique (visant à soigner, réparer, refermer...). Telle est la définition que la Société savante de radiologie et d'imagerie médicale (Société française de radiologie) a donnée à cette pratique médicale.

## Intérêt
La radiologie interventionnelle représente dans certains cas une alternative au traitement chirurgical conventionnel mais les deux techniques peuvent se compléter. 
En effet, si le principe de la chirurgie conventionnelle est d'opérer "à ciel ouvert", c'est-à-dire d'ouvrir le corps et d'opérer à mains nues, la radiologie interventionnelle permet elle d'intervenir à l'intérieur du corps sans toujours entrer en contact direct avec les instruments médicaux ou sans contact visuel avec l'organe opéré. Ce système permet donc de gagner du temps, et d'être moins invasif pour le corps humain (ce qui vaut à la radiologie interventionnelle le surnom de "méthode mini-invasive").
Par exemple, en cancérologie, ces techniques permettent d'accéder à une cible tumorale en profondeur en utilisant les voies naturelles (orifices), le réseau vasculaire ou une simple ponction percutanée en choisissant le chemin le plus court et le moins traumatique. 
Ces interventions, bien que peu invasives, sont la plupart du temps effectuées sous anesthésie, locale ou générale.

## Instruments
Premièrement, les instruments de radiologie interventionnelle peuvent se différencier par le type de scopie : on distingue ainsi la scopie pulsée de la scopie continue. La scopie peut aller de quelques images par seconde jusqu'à 30 selon la nécessité pour le protocole clinique utilisé. Quel que soit le type de scopie, l'information en temps réel est suffisante pour guider le praticien. La scopie pulsée a cet avantage de réduire la dose administrée au patient, mesurée dans le domaine radiologique par le PDS (produit - dose - surface).
Ensuite, les instruments de la radiologie interventionnelle peuvent se distinguer selon la technique utilisée : l'imagerie par fluoroscopie ou scanner (rayons X), échographie (ultrasons) et IRM (résonance magnétique). Dans tous les cas, ils permettent un repérage, un guidage et un contrôle optimal du geste médical.
La plupart des techniques ont été décrites par des radiologues. Ces techniques se sont fortement développées ces dernières années et continuent à croître dans de nombreux domaines médicaux, permettant le traitement souvent mini-invasif de nombreuses pathologies. Des études européennes montrent un taux d’augmentation des procédures interventionnelles de l’ordre de 10 à 20 % par an (5% selon Le Figaro).

## Domaines d'intervention
Actuellement, la radiologie interventionnelle concerne plusieurs domaines médicaux comme :
- la cancérologie : radiologie interventionnelle oncologique
- la cardiologie : coronarographie
- la pathologie vasculaire : radiologie interventionnelle vasculaire
- la gastro-entérologie : radiologie interventionnelle abdominale
- l'ostéo-articulaire : radiologie interventionnelle ostéoarticulaire
- l'urologie : radiologie interventionnelle urologique
- la gynécologie : radiologie interventionnelle gynécologique
- la sénologie : radiologie interventionnelle sénologique
- la pathologie thoracique : radiologie interventionnelle thoracique
- la pédiatrie : radiologie interventionnelle pédiatrique
- la neurologie : neuroradiologie interventionnelle

## Situation en France
En 2009, plus de 530 000 actes de radiologie interventionnelle avaient été réalisés en France (545 000 selon le magazine mensuel de l'Institut de Radioprotection et de Sûreté Nucléaire (IRSN)), et ce nombre est en constante augmentation. Selon l'IRSN, les actes de radiologie interventionnelle auraient progressé de 30% entre 2007 et 2009.
Deux tiers de ces actes sont à visée diagnostique avec une part importante de biopsies dont le principe est de guider une aiguille par voie percutanée jusqu'au niveau d'une lésion pour en prélever un fragment pour analyse. Le guidage par imagerie permet ainsi le bon positionnement de l'extrémité de l'aiguille au sein de la lésion, en évitant les structures dangereuses.
Le dernier tiers des actes de radiologie interventionnelle est à visée thérapeutique. Outre les infiltrations radio-guidées, les techniques de consolidation du squelette par cimentoplastie et les dérivations (urinaires ou digestives) dont l'efficacité est bien connue, la radiologie interventionnelle a connu de grandes avancées dans le domaine de la pathologie vasculaire (angioplasties/stenting et embolisations) et du traitement des cancers (chimiothérapies sélectives, embolisations et traitements percutanés par thermo-ablation).
En France, la radiologie interventionnelle est sous la tutelle de la Fédération radiologique interventionnelle qui fait partie de la Société française de radiologie.
Le registre Epifri recense depuis la fin des années 2000 le nombre d'opérateurs. Ainsi, un recensement en 2009 faisait état de 1 250 radiologues officiant dans 300 centres en France.

## Dangers
Si la radiologie interventionnelle permet un certain nombre de progrès pour le patient, elle n'est pas sans risques pour les opérateurs interventionnels ou les chirurgiens qui sont constamment exposés aux rayonnements produits par les instruments, davantage que dans d'autres domaines de la médecine. Des temps de scopie longs, la grande proximité des rayons et la répétition des examens ou opérations sur une période courte aggravent encore ce risque. 
Les professionnels ne sont d'ailleurs pas les seuls à être exposés à ce phénomène des rayons, et l'augmentation des actes de radiologie interventionnelle depuis une dizaine d'années est allée de pair avec une surveillance accrue de la part de l'Autorité de Sûreté Nucléaire et de Radioprotection (ASNR) de ces actes.